# Illini et Saluki
L'Illini et le Saluki sont deux trains de voyageurs exploités par la société Amtrak. Ces trains relient la ville de Chicago et de Carbondale dans l'Illinois en suivant un itinéraire long de 500 km en 5H30. Ils font également partie du service Illinois d'Amtrak et à ce titre sont principalement financés par l'état de l'Illinois. Ces deux trains utilisent les mêmes voies que le train "City of New Orleans" également exploité par Amtrak reliant Chicago à La Nouvelle-Orléans. L'Illini a été introduit en 1971 sur un itinéraire reliant Chicago et Champaign avant d'être prolongé en décembre 1986 jusqu'à Carbondale. Le Saluki a quant à lui été créé en 2006.

## Histoire
À la formation d'Amtrak en 1971, l'Illinois Central Railroad exploitait de nombreux trains qui circulaient alors sur sa ligne principale entre Chicago et La Nouvelle-Orléans. On peut citer notamment, l'Illini (Chicago - Champaign), le Shawnee (Chicago - Carbondale) le City of New Orleans et le Panama limited (Chicago -La Nouvelle-Orléans) ou encore le City of Miami (Chicago - Birmingham). 
Amtrak a conservé dans un premier temps deux routes, le City of New Orleans (renommée Panama Limited) et le Shawnee avant de recommencer l'exploitation de l'illini sur son itinéraire historique (Chicago - Champaign). Ce dernier roulait alors conjointement avec le train Campus. Le nom Illini venant de la tribu de l'Illinois dont l'Illinois et le club des Fighting Illini de l'Université de l'Illinois à Urbana-Champaign tirent également leurs noms. Ces deux trains furent supprimés le 5 mars 1972 car ils utilisaient la gare central de Chicago qu'Amtrak était en train d'abandonner. Amtrak jugeait alors que 40 minutes supplémentaires étaient nécessaires pour atteindre l'Union Station et que cela rendait les horaires archaïques.
L'Illini fût néanmoins restauré  entre Chicago et Champaign le 19 décembre 1973. Cette remise en service faisait partie d'un plan d'expansion de 1,5 million de dollars qui incluait également :
- La création de deux nouveaux services : le Black Hawk entre Chicago, Rockford et Dubuque ainsi que le State House entre Chicago et Saint-Louis.
- Des fonds supplémentaires pour maintenir deux services exploités par la Chicago, Rock Island and Pacific Railroad. Le premier reliant Chicago à Peoria et le deuxième circulant entre Chicago et Rock Island.

L'état de l'Illinois souhaitait également prolonger l'Illini jusqu'à Decatur mais cela nécessitait de changer de réseau pour passer sur les voies de la Norfolk and Western Railway au sud de Champaign. Une connexion entre les deux réseaux existait bien mais elle était en très mauvais état et personne ne voulait prendre la responsabilité de la réparer,. 
Amtrak prolongera finalement l''Illini à Decatur le 2 juillet 1981. Ce sera la première fois que Decatur recevra un train depuis l'arrêt en 1971 de deux trains de passagers exploités par la Norfolk and Western Railway: le City and Decatur reliant Chicago à Decatur et le Wabash Cannon Ball qui circulait entre Détroit et Saint-Louis.  Cependant, en raison du faible nombre de voyageurs, l'Illini fût à nouveau limité à Champaign à partir du 10 juillet 1983.
Deux ans et demi plus tard, le 12 janvier 1986, l'Illini fût prolongé à Carbondale pour remplacer le Shawnee qui a été supprimé en raison de coupes budgétaires. Deux nouvelles stations s'ouvriront sur la ligne à Gilman le 26 octobre 1986 et à Du Quoin le 25 août 1989. L'illini fût à son tour menacé par des coupes budgétaires à la fin des années 90 mais les villes le long de la ligne se mobilisèrent pour conserver la desserte.
Un second Train, le Saluki, fût créé le 30 octobre 2006 pour faire face à l'augmentation de la demande sur lIllini et sur les autres trains de l'état en règle générale. Le Saluki fût nommée en référence au nom de la mascotte de la Université du Sud de l'Illinois où se situe le terminus sud de la ligne à Carbondale. C'est également un train de jour et il complète lIllini. 
Amtrak utilisa également la route de ces deux trains pour faire rouler l'Eclipse Express à l'occasion de l'Éclipse solaire du 21 août 2017.
Les deux trains s'arrêtent à proximité de trois universités majeures de l'Illinois : Université de l'Illinois à Urbana-Champaign, université de l'est de l'Illinois près de Mattoon et l'université du Sud de l'Illinois à Carbondale. Il en résulte une forte proportion d'étudiants dans les trains.

## Itinéraire

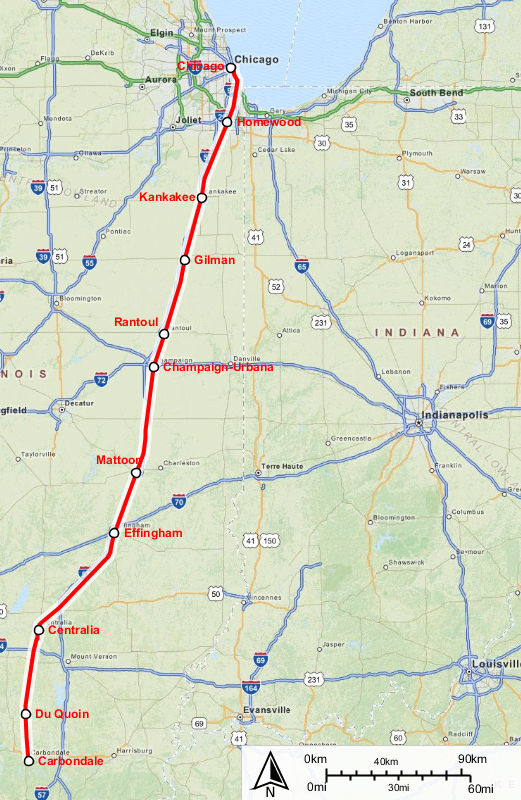
Itinéraire de lIllini et du Saluki

L'Illini et le Saluki utilise uniquement les voies du Canadien National qui a succédé à l'Illinois Central Railroad. La longueur du trajet est d'environ 500 km.
Le CREATE (Chicago Region Environmental and Transportation Efficiency Program) a pour projet de réacheminer l'Illini, le Saluki et le City of New Orleans via les voies de la Norfolk Southern dans le quartier de  Greater Grand Crossing dans le sud de Chicago. Cela permettra d'éviter le demi-tour obligatoire pour rentrer dans la gare de l'Union de Chicago lorsque l'on vient du sud.

## Nombre de passagers
|      | Nombre de passagers | Changement par rapport à l'année |
| ---- | ------------------- | -------------------------------- |
| 2007 | 228,695             | -                                |
| 2008 | 271,082             | 018.53%                          |
| 2009 | 259,630             | 04.22%                           |
| 2010 | 264,934             | 02.04%                           |
| 2011 | 313,027             | 018.15%                          |
| 2012 | 325,255             | 03.9%                            |
| 2013 | 340,741             | 04.76%                           |
| 2014 | 315,963             | 07.27%                           |
| 2015 | 292,187             | 07.52%                           |
| 2016 | 262,325             | 010.22%                          |
| 2017 | 251,000             | 04.31%                           |
| 2018 | 245,876             | 02.04%                           |
| 2019 | 266,972             | 08.57%                           |
| 2020 | 159,981             | 038.0%                           |

## Équipement

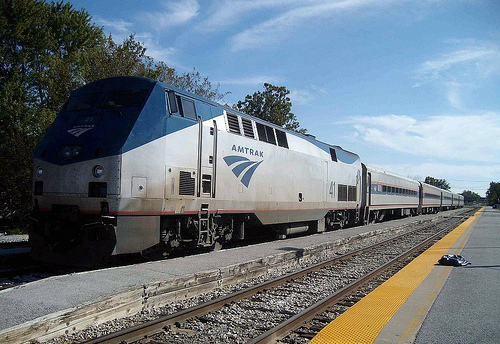
LIllini à Carbondale dans l'Illinois

L'Illini et le Saluki utilisent généralement quatre voitures de passagers et une voiture combiné Affaire/bar de type Horizon et/ou Amfleet. 
La traction est fournie par un GE Genesis P42DC ou P40DC. Ces locomotives sont en train d'être remplacées par des Siemens Charger SC-44.